# Brocton (Staffordshire)
Brocton is een plaats en civil parish in het bestuurlijke gebied Stafford, in het Engelse graafschap Staffordshire. In 2001 telde het dorp 1052 inwoners.